# Дроздівська волость
Дроздівська волость — історична адміністративно-територіальна одиниця Ніжинського повіту Чернігівської губернії з центром у селі Дроздівка.
Станом на 1885 рік складалася з 5 поселень, 5 сільських громад. Населення — 7000 осіб (3470 чоловічої статі та 3530 — жіночої), 1321 дворове господарство.
|                     | Площа, десятин | У тому числі орної, дес. |
| ------------------- | -------------- | ------------------------ |
| Сільських громад    | 14260          | 10071                    |
| Приватної власності | 5869           | 4304                     |
| Казенної власності  | 45             | —                        |
| Іншої власності     | 387            | 315                      |
| Загалом             | 15443          | 10049                    |

Основні поселення волості:
- Дроздівка — колишнє державне та власницьке село при річці Близниця за 40 верст від повітового міста, 1972 особи, 363 двори, православна церква, школа, 5 постоялих будинків, 4 лавки, щорічний ярмарок.
- Орлівка — колишнє державне та власницьке село при річці Чучмань, 1875 осіб, 389 дворів, православна церква, 3 постоялих будинки, 2 лавки, 2 вітряний млини, винокурних заводи.
- Смолянка — колишнє державне та власницьке село при річці Укша,  1762 особи, 363 двори, православна церква, школа, 3 постоялих будинки, лавка.
- Стодоли — колишнє власницьке село при річці Смолянка, 712 осіб, 345 дворів, православна церква, постоялий будинок, лавка.
- Переходівка

1899 року у волості налічувалось 10 сільських громад, населення зросло до 10756 осіб (5390 чоловічої статі та 5366 — жіночої).